# Милко Георгиев
Милко Георгиев е български кондиционен треньор.
Роден е през 1976 година. От детска възраст се занимава с различни спортове – хокей на лед, футбол, волейбол, таекуондо.
От края на 1990-те години работи като треньор и разработва система за трениране и хранене. Сред тренираните от него известни спортисти са бадминтонистката Линда Зечири, колоездачът Мартин Марков, лекоатлетът Борис Божинов.
През 2018 година Георгиев заминава за Китай, за да работи като кондиционен треньор на китайския национален отбор по плажен волейбол, при подготовката му за олимпиадата в Токио 2020. Благодарение на него Китай успява да стене шампион на Азия и да прати в Токио две двойки при жените, сред които и ветеранката и световна шампионка Шуе Чен.
Георгиев е известен и като пионер и популяризатор на високомазнинното нисковъглехидратно хранене (ВМ-НВХ).